# Sándor Bárdosi
Sándor Bárdosi (n. 29 aprilie 1977, Budapesta, Republica Populară Ungară) este un luptător ce a reprezentat Ungaria, medaliat olimpic. A participat la o ediție a Jocurilor Olimpice (2000) în care a câștigat o medalie de argint.

## Participări
Lista de mai jos prezintă principalele competiții la care a participat Sándor Bárdosi de-a lungul carierei.
- wrestling at the 2000 Summer Olympics – men's Greco-Roman 85 kg[*]